# Aragona
Aragona – miejscowość i gmina we Włoszech, w regionie Sycylia, w prowincji Agrigento.
Według danych na styczeń 2010 gminę zamieszkiwało 9665 osób przy gęstości zaludnienia 129,9 os./1 km².

## Współpraca
Miejscowość partnerska:
- La Louvière, Belgia